# Kalophrynus
Kalophrynus es un género de ranas de la familia Microhylidae. Se distribuyen desde el sur de China hasta las islas Filipinas y Java; también en el estado de Assam (India).

## Especies
Se reconocen las siguientes 26 especies:
- Kalophrynus anya[2] Zug, 2015
- Kalophrynus baluensis Kiew, 1984
- Kalophrynus barioensis Matsui & Nishikawa, 2011
- Kalophrynus bunguranus (Günther, 1895)
- Kalophrynus calciphilus Dehling, 2011
- Kalophrynus cryptophonus[3] Vassilieva, Galoyan, Gogoleva & Poyarkov, 2014
- Kalophrynus eok Das & Haas, 2003
- Kalophrynus heterochirus Boulenger, 1900
- Kalophrynus honbaensis[3] Vassilieva, Galoyan, Gogoleva & Poyarkov, 2014
- Kalophrynus interlineatus (Blyth, 1855)
- Kalophrynus intermedius Inger, 1966
- Kalophrynus kiewi Matsui, Eto, Belabut & Nishikawa, 2017
- Kalophrynus limbooliati Matsui, Nishikawa, Belabut, Norhayati & Yong, 2012
- Kalophrynus meizon[2] Zug, 2015
- Kalophrynus menglienicus Yang & Su, 1980
- Kalophrynus minusculus Iskandar, 1998
- Kalophrynus nubicola Dring, 1983
- Kalophrynus orangensis Dutta, Ahmed & Das, 2000
- Kalophrynus palmatissimus Kiew, 1984
- Kalophrynus pleurostigma Tschudi, 1838
- Kalophrynus punctatus Peters, 1871
- Kalophrynus robinsoni Smith, 1922
- Kalophrynus sinensis Peters, 1867
- Kalophrynus subterrestris Inger, 1966
- Kalophrynus tiomanensis Onn, Grismer & Grismer, 2011
- Kalophrynus yongi Matsui, 2009